# バーバラ・ウィンザー
バーバラ・ウィンザー（Dame Barbara Windsor, DBE, 1937年8月6日 - 2020年12月10日）は、イギリスの女優。

## 経歴
BBCのソープオペラや映画、舞台などで幅広く活動する。
2016年、これまでの功績が称えられて大英帝国勲章（DBE）を授与された。

## 私生活
1964年にロニー・ナイトと結婚するも1985年に離婚する。翌1986年にスティーヴン・ホリングスと結婚し、1995年に離婚した。
現在の夫は、2000年に結婚したスコット・ミッチェルである。
2014年にアルツハイマー病と診断されたが、2018年に症状が現れ始めるまで伏せられていた。
2020年12月10日にロンドンのケアホームで死去したことを夫が発表。

## 作品

### 映画
- The Belles of St Trinian's  （1954）
- A Kid for Two Farthings  （1955）
- Lost  （1956）
- Make Mine a Million （1959）
- Too Hot to Handle （1960）
- Flame in the Streets （1961）
- On the Fiddle （1961）
- Death Trap （1962）
- Hair of the Dog （1962）
- Sparrers Can't Sing （1963）
- Crooks in Cloisters （1964）
- San Ferry Ann （1965）
- A Study in Terror （1965）
- チキ・チキ・バン・バン　Chitty Chitty Bang Bang （1968）
- The Boy Friend （1971）
- Not Now, Darling （1973）
- It Couldn't Happen Here （1987）
- アリス・イン・ワンダーランド　Alice in Wonderland　（2010） - 声の出演
- アリス・イン・ワンダーランド/時間の旅 Alice Through the Looking Glass （2016年） - 声の出演